# 글로벌 코리아 스칼러십
글로벌 코리아 스칼러십(GKS, Global Korea Scholarship)은 이명박 정부에서 만든 한국형 풀브라이트 장학생 제도이다.

## 역사
- 1902년, 영국 옥스퍼드 대학교에 유학기회를 제공하는 로즈 장학생 제도가 만들어졌다. 오늘날 영국 로즈와 미국 풀브라이트는 세계 양대 장학생 제도로 유명하다. 빌 클린턴 전 미국 대통령, 밥 호크 전 호주 총리 등이 로즈 장학생이다. 풀브라이트 장학금을 설립한 제임스 윌리엄 풀브라이트도 로즈 장학생이었다. 로즈 장학생은, 세계적으로 알아주는 스펙으로 통하며, 평생 아무개는 로즈 장학생이라고 말하고 다니고, 언론에 보도된다.

- 1945년, 미국 정부는 풀브라이트 장학생 제도를 만들었다. 미국 국무부 산하기관인 풀브라이트 재단에서 장학금을 지급한다. 역시, 평생 아무개는 풀브라이트 장학생이라고 말하고 다니고, 언론에 보도된다.

- 2009년, 한국 이명박 정부는 풀브라이트를 베껴서, 우리도 만들자고 해서, GKS를 만들었다. 2010년 최초 장학생을 선발했다.[1]

- 2019년, 경일대학교가 외국인 유학생 4명을 글로벌 코리아 스칼러십에 선정하였다.[2]

- 2020년, 조 바이든이 미국 대통령으로 당선되었는데, 1977년생, 풀브라이트 장학생, 벤 해리스가 경제정책을 좌지우지한다고 알려졌다.

## 같이 보기
- 로즈 장학생
- 풀브라이트 장학생